# IC 4445
IC 4445 ist eine Spiralgalaxie vom Hubble-Typ Sc im Sternbild Wolf am Südsternhimmel. Sie ist schätzungsweise 188 Millionen Lichtjahre von der Milchstraße entfernt und hat einen Durchmesser von etwa 70.000 Lj.

Im selben Himmelsareal befindet sich u. a. die Galaxie NGC 5670.
Das Objekt wurde am 13. Mai 1904 von Royal Harwood Frost entdeckt.